# Ponciá Vicêncio
Ponciá Vicêncio é um romance brasileiro de Conceição Evaristo publicado em 2003, pela primeira vez, mas já passou por várias edições. Na crítica literária, é considerado um romance circular que faz uma ligação significativa entre história, espaço narrativo e tempo que são ligados pela memória da personagem Ponciá, de uma maneira que se cria uma teia em alguns momentos. Pelo fato de Conceição fazer isso de maneira tão bela, o leitor é tomado pela personagem.
A obra traz uma "memória identitária do avô de Ponciá e estabelece um diálogo entre o passado e o presente, entre a lembrança e a vivência entre o real e o imaginário", como comenta ao final do livro, Maria José Somerlate Barbosa.
O romance é carregado pela força de um povo que sofreu/sofre com o processo de escravidão, a opressão de classe e o racismo. Ao trazer estes temas, Conceição Evaristo acaba fazendo com que o leitor se afete com a leitura, provocando em si uma inquietação que possibilita pensar na/a realidade da população brasileira, pois tem em sua maioria pessoas negras que estão a todo dia lutando contra, principalmente, o racismo.

## Contextualização Histórica
É uma obra que pertence o movimento estético Contemporâneo, que se contrapõe ao Parnasianismo e aos movimentos que o antecede, pois faz com que o leitor e o escritor estejam em uma relação de troca, além de fazer pensar, refletir e criticar a estabilidade da sociedade. Obra que critica uma sociedade que foi construída em um modelo burguês e escravocrata, fazendo da vida do povo negro uma vida de angústia e resistência para sobreviver.
O romance, ainda pelas palavras de Maria José Somerlate Barbosa, “explora as sucessivas perdas de Ponciá (a morte do avô, do pai, dos sete filhos, a separação da mãe e do irmão) penetrando no ‘apartar-se de si mesma’. Analisa tal fato como uma consequência de grandes abalos emocionais, de profundas ausências e vazios, mas também como o resultado de fatores sociais (extrema pobreza, desamparo e injustiças sociais).”
É uma história que lhe trilha caminhos brilhantes e perturbadores. Sentir Ponciá questionar o porquê de sofrer violência doméstica, o porquê da desigualdade, o porque da fome, da riqueza para alguns, acaba mostrando como a arte, ou melhor, a literatura permite um povo gritar. Como a pesquisadora Regina Dalcastagné afirma em sua pesquisa, faz um povo falar de um espaço que antes fora esquecido e negligenciado pelos grandes críticos e escritores da literatura brasileira. É uma história que vai se desenrolando se perder o fio.

## Características da obra
Foco narrativo: a obra é narrada em 3ª pessoa, um narrador onisciente.
Espaço: torna-se difícil fixar um espaço, todavia o no inicio da história Ponciá está em uma cidade pequena, ou melhor, a Vila Vicêncio, em um interior no Brasil. Lugar esse que ela conta/ relembra as primeiras histórias da sua família. O romance não se fixa em um espaço e passa a história daquele momento, como estamos acostumados, mas ela faz um trâmite que não permite que o leitor, por vezes, se perca no espaço e em qual lembrança está tomando os pensamentos incessantes de Ponciá. Depois de recordar-se bastante sobre as coisas que lhe prendiam naquele lugar, Ponciá pega um trem e vai atrás de algo que sabe que não encontrará na cidade em que vive. Ponciá vai parar em uma cidade e a partir disso a narrativa vai se dando, entre lembranças e histórias que vão se confluindo em sentimentos que tomam a obra.
Tempo: Não há uma linearidade temporal. Mas podemos classificar como um presente que se configura em lembrar do passado. Isso que o/a escritor/a contemporâneo faz, está no tempo, mas questiona o passado e voltar a falar do futuro e do presente.
Enredo: A obra narra a vida de Ponciá Vicêncio, uma mulher negra que desde a sua infância já sentia as marcas de um sistema que mata todos os dias, de maneira diferente, os corpos que não atendem ao modelo social esperado pela população massivamente branca e rica. A família de Ponciá mora na Vila Vicêncio no interior do Brasil. Família essa composta pelo pai, mãe o seu irmão Luandi. São proprietários de terras e cultivavam nestas para viver e sobreviver.
Ponciá tem uma ligação muito forte com seu avô Vicêncio, que foi escravo e em um dos momentos de sua vida, tomado pela raiva de ser escravo e viver em uma condição desumana, acaba matando a esposa e depois corta o próprio braço e comete suicídio. Quando Ponciá perde seu pai, decide pegar um treme ir tentar a vida em uma cidade “grande” e quando estiver estabilizada voltar e buscar sua mãe e seu irmão. Ponciá faz isso e sua vida começa a tomar outros rumos, e com isso as lembranças começam a se intensificar cada vez mais ao ponto de Ponciá fazer o leitor sentir sua aflição. Seu irmão acaba indo para a cidade também, porém não se encontram. Ponciá, decide retornar à cidade natal, e na estação de trem reencontra a família e retornam juntos para a Vila Vicêncio, onde Ponciá faz o cumprimento de sua herança ancestral, junto do rio, do arco-íris e do barro.
Como bem comenta a Maria José Somerlate Barbosa, “é um romance que convida o (a) leitor (a) a conhecer a protagonista pelos sentidos. Revela cheiros, sabores, paisagens e a percepção da menina que escuta tudo e todos, olha, vê, sente e se emociona com o arco-íris, com as comidas, com o cheiro de café fresco e das broas de fubá e que trabalha o barro, modelando objetos de argila (com a figura do avô). Apresenta uma personagem que ‘escuta passos’ do passado e que se compraz com a memória rica, os laços perdidos, os afetos que se esvaíram, a saudade do que já se foi e a solidão do que não foi dito.”

## Personagens
Ponciá Vicêncio – mulher, negra, pobre e que depois da morte do pai, vai para uma cidade grande “tentar a vida” e acaba criando outros laços, mas que não apagam seu passado que está mais vivo do que nunca na sua lembrança.
Mãe de Ponciá – mulher, negra e pobre. Depois dos filhos terem ido embora, vai viajar pelas vilas sem rumo até achar seus filhos.
Marido de Ponciá – homem sem nome. Ponciá foi casada e que a agredia com frequência, todavia Ponciá não o coloca enquanto um vilão, por mais que o leitor seja afetado por isso, ela faz com que se entenda que o comportamento violento dele é uma maneira de mostrar que ele é vítima do sistema. Não que isso seja uma justificativa. O que Ponciá faz é mostrar como o sistema é violento e assassino com aqueles que estão a margem.
Irmão Luandi – irmão de Ponciá. Depois de ver que a irmã havia ido embora, decide migrar para a cidade grande, deixando sua mãe triste. Ao chegar na cidade, o rapaz arruma emprego de faxineiro na delegacia, porém o seu maior sonho é ser soldado.
Soldado Nestor – soldado negro que ajudou o Luandi e serviu de inspiração para o mesmo.
Nêngua Kainda – mulher, negra e que era a rezadeira que orientava aqueles que moravam na Vila Vicêncio.
Bilisa – uma mulher negra, que veio para a cidade em busca de uma vida melhor, mas ao ser roubada na casa onde trabalhava, torna-se prostituta. Ela se relacionava com o irmão de Ponciá, no entanto, ela é assassinada brutalmente por Negro Climério.
Negro Climério – dono do cabaré da cidade, onde Bilisa era prostituta. Pelo fato de Bilisa começar a se relacionar com Luandi, Negro Climério que acaba não gostando da relação porque se sente dono das mulheres que trabalham no lugar que ele é o organizador.